# 2014 XS3
2014 XS3, também escrito como 2014 XS3, é um pequeno corpo celeste incomum localizado no Sistema Solar, pois pois o mesmo tem uma órbita muito inclinada. Ele possui uma magnitude absoluta de 20,4 e tem um diâmetro estimado de cerca de 4 km.

## Descoberta
2014 XS3 foi descoberto no dia 8 de dezembro de 2014 pelo Pan-STARRS 1.

## Órbita
A órbita de 2014 XS3 tem uma excentricidade de 0,914 e possui um semieixo maior de 37,739 UA. O seu periélio leva o mesmo a uma distância de 3,232 UA em relação ao Sol e seu afélio a 72,247 UA.